# Å, vilka stora gåvor
Å, vilka stora gåvor är en psalm med text skriven 1977 av Svein Ellingsen. Den översattes till svenska 1980 av Britt G Hallqvist. Musiken i den svenska psalmboken  är skriven 1981 av Daniel Helldén.

## Publicerad som
- Den svenska psalmboken 1986 som nr 435 under rubriken "Trettondedag jul".
- Svensk psalmbok för den evangelisk-lutherska kyrkan i Finland (1986) som nr 50 under rubriken "Trettondagen".
- Psalmer och Sånger 1987 som nr 496 under rubriken "Kyrkoåret - Trettondedag jul".[1]